# 衛藤由佳
衛藤 由佳（えとう ゆか、1973年2月9日 - ）は、福岡県甘木市出身の日本の柔道家。現役時代は48kg級の選手。身長155cm。姉の衛藤裕美子も48kg級で活躍していた。

## 人物
3姉妹の次女として、柔道は小学校1年の時に始めた。甘木中学から1つ年上の姉の裕美子が在籍していた柳川高校へ進むと、2年の時に全国高校選手権48kg級で3位になった。3年の時には強化選手選考会の3回戦で城香中学3年の田村亮子に技ありで敗れると、その後の3位決定戦でも姉の裕美子に判定で敗れた。1991年に高校を卒業してミキハウス所属となるが、最初の2年間は結果を残せずにいた。しかし、1993年にフランスから帰国した村上清がミキハウスのコーチに就任したことから、村上の徹底的な指導を受けて打倒田村を目指すことになった。村上はフランス女子ナショナルチームの監督として、1992年のバルセロナオリンピック48kg級決勝で田村を破ったセシル・ノバックを指導していたことから、さらなる打倒田村を果たすための秘密兵器として衛藤を養成することになった。衛藤が田村より10cm近く背が高かったことに着目して、背負投主体の柔道から奥襟を掴んで大外刈などを仕掛ける柔道スタイルに変えさせた。村上と組んでまだ間もない時期に出場した体重別では準決勝まで進むものの、福岡工大付属高校3年の田村に有効で敗れた。その後、福岡国際で3位、1994年のドイツ国際では2位となった。続く体重別では、準決勝で当時この階級の2番手だった埼玉大学3年の長井淳子を技ありで破ると、決勝で帝京大学1年の田村と対戦することになった。今までの練習の成果を示す絶好の機会が巡ってきたものの、予想以上に成長していた田村の柔道に思うような動きが取れず、大外刈と袖釣込腰の合技であっけなく返り討ちされた。試合後には、｢亮子ちゃんのパワーがすごくて一年間やってきたことが吹っ飛ばされた｣と完敗を認めるコメントを残した。その後の実業個人選手権ではコマツに所属している姉の裕美子と決勝で対戦すると、判定で破って優勝を飾った。1995年にはフランス国際で3位になると、実業個人選手権では2連覇を果たした。全国女子体重別では2位だった。田村とは結局再戦を果たせず1997年に引退した。

## 主な戦績
- 1990年 - 全国高校選手権 3位
- 1993年 - 体重別　3位
- 1993年 - 実業個人選手権　52kg級 3位
- 1993年 - アメリカ国際　2位
- 1993年 - 強化選手選考会　3位
- 1993年 - 福岡国際 3位
- 1994年 - ドイツ国際　2位
- 1994年 - イギリス国際　2位
- 1994年 - 体重別　2位
- 1994年 - 実業個人選手権　優勝
- 1994年 - 強化選手選考会　3位
- 1995年 - フランス国際　3位
- 1995年 - イタリア国際　2位
- 1995年 - 体重別　3位
- 1995年 - 実業個人選手権　優勝
- 1995年 - 全国女子体重別　2位
- 1996年 - オーストリア国際　3位
- 1996年 - 体重別　3位

(出典、JudoInside.com)